# Fundador
Els fundadors són una raça de l'univers fictici de Star Trek. Poden canviar de forma a voluntat, i són els fundadors del domini a Star Trek: Deep Space Nine.
Viuen al Quadrant Gamma de la galàxia. Eren un poble d'exploradors, però en els seus viatges trobaren molts recels cap a ells, per la qual cosa es van refugiar en un planeta de la nebulosa d'Omarion i van fundar el Domini, creant un vast imperi que controlaria la major part del Quadrant Gamma amb ajuda dels Vorta i dels Jem’Hadar.
La líder dels Fundadors revela a Odo que solien ser sòlids molts eons abans, però evolucionaren fins a l'estat líquid.